# Saint-Pierre-de-Varengeville
 Saint-Pierre-de-Varengeville  es una población y comuna francesa, en la región de Alta Normandía, departamento de Sena Marítimo, en el distrito de Rouen y cantón de Duclair.

## Demografía
| 1372 | 1450 | 1613 | 1853 | 2143 | 2277 |
| Para los censos de 1962 a 1999 la población legal corresponde a la población sin duplicidades (Fuente: INSEE [Consultar]) |      |      |      |      |      |